# Alianza Internacional de la Democracia Socialista

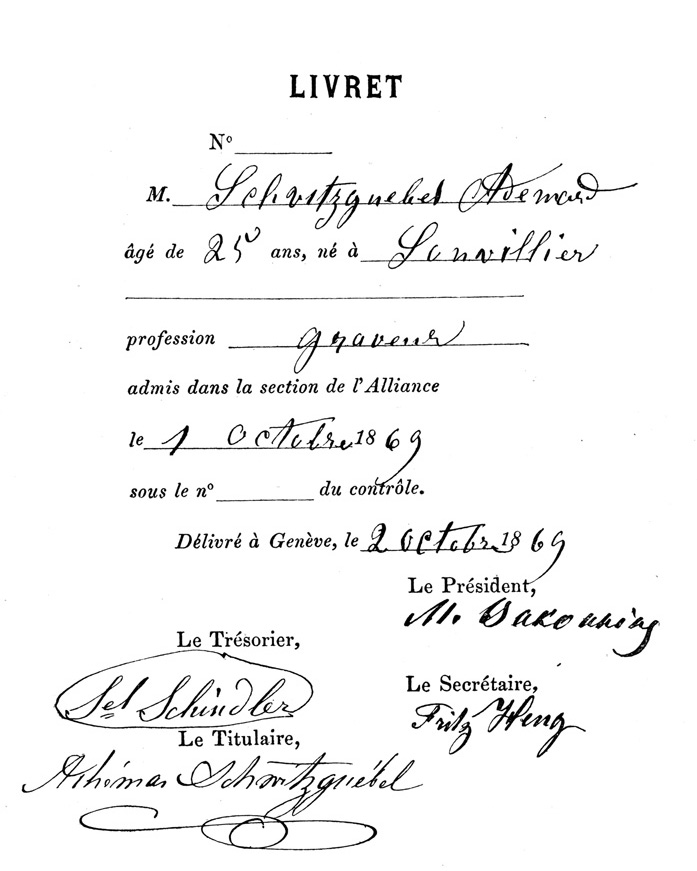
Carné de la Alianza, del anarquista suizo Adhémar Schwitzguébel (1844-95), miembro de la Asociación Internacional de los Trabajadores (desde 1866) y fundador de la Federación del Jura (1871)

La Alianza Internacional de la Democracia Socialista (AIDS) fue una organización anarquista fundada el 25 de septiembre de 1868 por Mijaíl Bakunin en Ginebra, Suiza. Es considerada la primera organización anarquista de la historia.

## Historia
Esta organización anarquista tenía una existencia tanto pública como secreta —según la situación sociopolítica de persecución y represión en cada país— y concebía su estrategia basándose en el dualismo organizativo. Aunque se ha estudiado muy poco y existen importantes dudas sobre su historia, es posible afirmar que la Alianza, por un lado, buscaba crear y estimular organizaciones de masas y vehículos de propaganda pública; sus posiciones defendidas en la Asociación Internacional de Trabajadores (AIT), que definían las bases del sindicalismo con intención revolucionaria, constituían el primer pilar de este dualismo. Por otro lado, la Alianza pretendía articular una organización política, un pequeño «partido», como decía Bakunin, que tuviera como objetivo reforzar la intervención de la Alianza entre las masas.
La Alianza se fundó en 1868 y desde entonces tuvo un papel decisivo. A nivel de masas, la actividad predominante de los militantes aliancistas fue la creación de la AIT en los países donde aún no existía y, en otros casos, la creación de nuevas secciones de la Internacional allí donde ya funcionaba. Tales fueron los casos de España, Italia, Portugal y Suiza. También alentaron, al parecer por correspondencia, la fundación de una sección de la AIT en Uruguay, a pesar de su falta de presencia militante en América Latina.
Gracias a la conjunción en la Internacional de dos sectores (mutualistas y colectivistas) que se reunieron en 1868, constituyeron las bases de la Alianza, la primera organización anarquista específica de la historia. Estos sectores tenían orígenes distintos y no eran homogéneos. Una de ellas estaba formada por revolucionarios cultos, de origen más o menos privilegiado, que, renunciando a sus orígenes de clase se dirigían progresivamente hacia el socialismo, tras un pasado de luchas que incluía, en algunos casos, la participación armada en las Revoluciones de 1848. La otra estaba compuesta por trabajadores, menos formados y procedentes de la clase obrera, que ya formaban parte de la Internacional y muchos de los cuales participaban en las crecientes movilizaciones sindicales del momento.

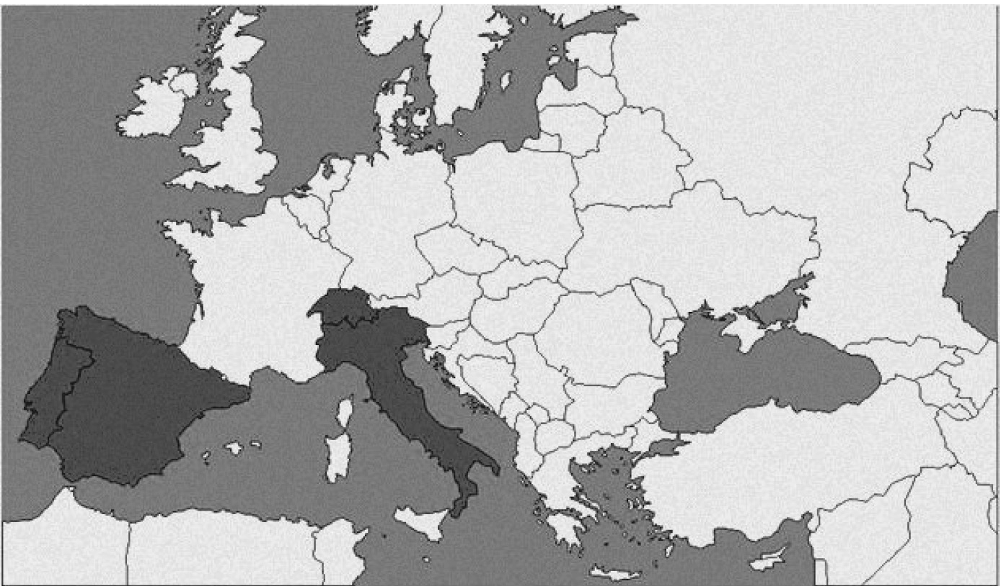
Presencia de la Alianza en Europa. En Corrêa, Felipe (2013) Bandeira Negra, p. 268.

El primer sector, el de los mutualistas, había roto con la Liga de la Paz y la Libertad y se había unido a la AIT. A ella pertenecían el ruso Mijaíl Bakunin (1814-1876); los hermanos Élisée Reclus (1830-1905) y Élie Reclus (1827-1904); el francés y futuro communard Aristide Rey (1834-1901); el polaco Walery Mroczkowski (1840-1889), futuro participante en el levantamiento de Marsella; el periodista francés Albert Richard (1846-1925), quien también participaría en la sublevación de Lyon; el ruso Nikolái Zhukovski (1847-1921), futuro participante en la sublevación de Marsella; el arquitecto italiano Giuseppe Fanelli (1827-1877), antiguo diputado y combatiente garibaldino; el médico italiano Saverio Friscia (1813-1886), otro antiguo diputado y participante en la insurrección de Sicilia de 1848; o el abogado napolitano Alberto Tucci.
El segundo sector, de corte cooperativista, ya formaba parte de la Internacional y se sumó al proceso. Entre ellos se encontraban el alemán Johann Philipp Becker (1809-1886), periodista, jardinero, fabricante de escobas, según la época, y uno de los líderes militares de la insurrección de Baden de 1849; el cerrajero suizo François Brosset, uno de los líderes de la huelga de trabajadores de la construcción de marzo y abril de 1868; Th. Duval, suizo, marinero y dirigente obrero; L. Guétat, suizo y zapatero; Charles Perron, suizo, pintor y posteriormente cartógrafo; o Zagorski, polaco.
Estos internacionalistas constituyeron el primer buró central de la Alianza. Poco después, tres notables militantes se unieron a la Alianza: James Guillaume, profesor y fundador de la sección de la AIT en Locle (Suiza); Adhémar Schwitzguébel, grabador, dirigente sindical y fundador de la sección de la AIT en Sonvillier (Suiza); y Eugène Varlin, encuadernador, dirigente sindical, destacado militante de la AIT, que más tarde se convertiría en el principal luchador federalista de la Comuna de París. Otros miembros importantes de la Alianza fueron el francés Benoît Malon, tintorero, dirigente sindical y futuro comunero; el médico español Gaspar Sentiñón; el sastre francés Louis Palix, futuro participante en la insurrección de Lyon; el impersor español Rafael Farga Pellicer; el abogado italiano Carlo Gambuzzi, antiguo garibaldino y participante en las batallas de Aspromonte y Mentana; el maestro francés Paul Robin; el zapatero español Francisco Mora; o el grabador también español Tomás González Morago.
 

Los miembros de la Alianza no estaban de acuerdo en que «la conciencia política y la estrategia revolucionaria fueran resultados directos, inevitables e inmediatos de la opresión»; por lo tanto, una «acción colectiva requería tácticas y estrategias, que implicaban tanto el pensamiento como el "instinto" y la motivación». La acción colectiva requería «una minoría militante que educara, agitara y organizara sin ninguna noción de control de las masas». Esta minoría era la propia Alianza, una organización anarquista específica que, en sus estatutos de 1868, declaraba así su doble objetivo:
a.) Se esforzará por propagar entre las masas populares de todos los países las verdaderas ideas sobre política, sobre economía política y economía social y sobre todas las cuestiones filosóficas.

b.) Buscará la afiliación de todos los hombres inteligentes, enérgicos, discretos y de buena voluntad, sinceramente dedicados a nuestros ideales, para formar en toda Europa y en todas las localidades posibles, incluida América, una red invisible de revolucionarios dedicados a esta alianza y potenciados por ella.

### La Alianza y la Internacional: bakuninistas frente a marxistas

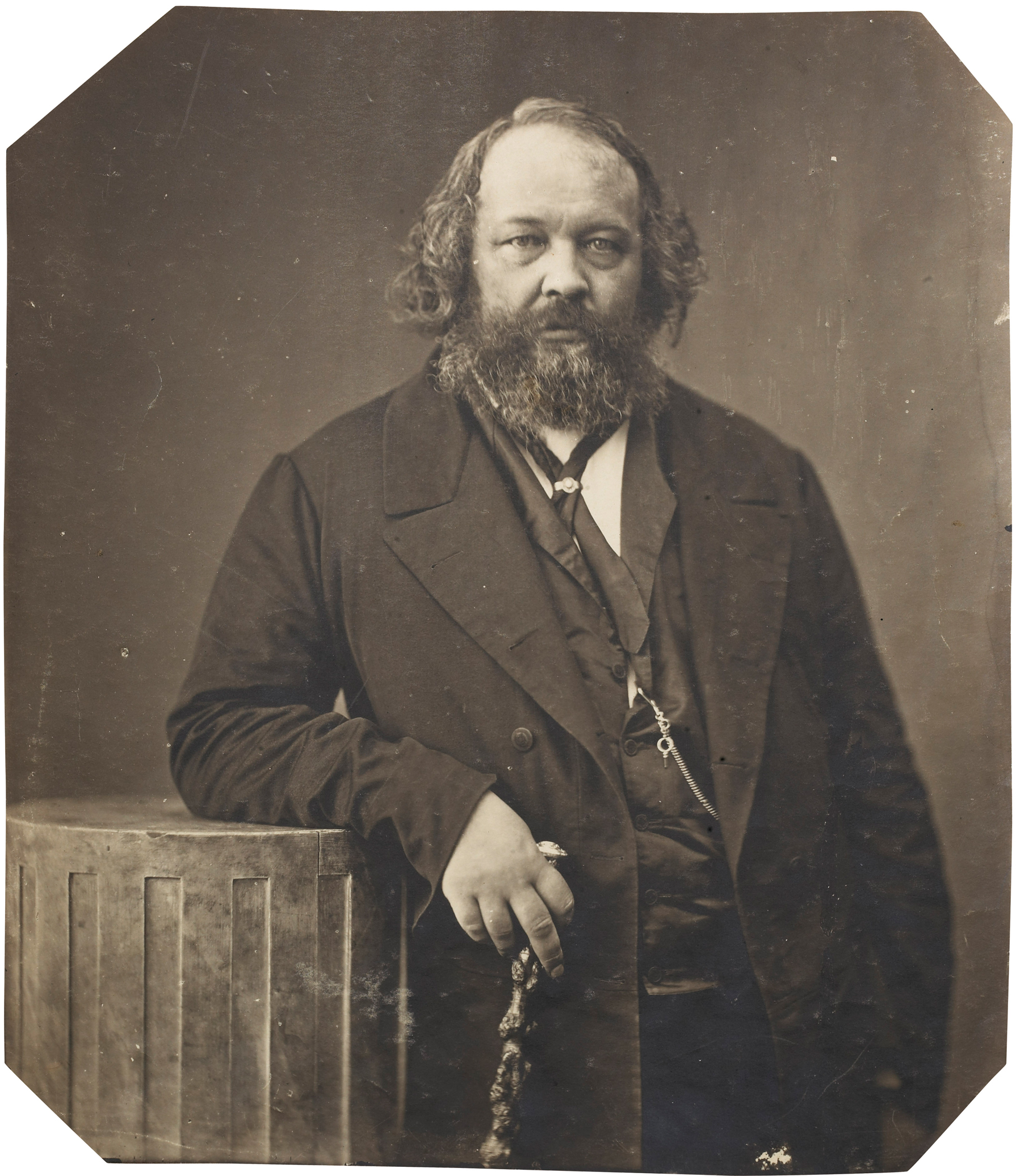
Retrato de Mijaíl Bakunin, c. 1860

En 1867 Mijaíl Bakunin se estableció en Ginebra y allí fundó la Alianza de la Democracia Socialista, en la que se integraron otros exiliados rusos y también exiliados polacos, franceses, italianos y de otros países. La Alianza contó con la colaboración de la Federación del Jura —creada en noviembre de 1871 y dirigida por James Guillaume y Adhémar Schwitzguébel—, en la que logró que triunfaran sus tesis «apoliticistas», contrarias a la participación en las elecciones y en las instituciones «burguesas». Los partidarios de la intervención en política, siguiendo las tesis aprobadas a propuesta de Karl Marx en los Congresos de la Asociación Internacional de Trabajadores (AIT), formaron la Federación de Ginebra.
La Alianza pidió el ingreso en la Internacional nada más su fundación, pero el Consejo General le respondió que sus estatutos no lo permitían al tratarse de una organización de ámbito internacional. Así, la Alianza acordó disolverse el 26 de febrero de 1869, pasando sus miembros de Ginebra a integrarse en la Federación del Jura y el resto a las secciones territoriales que les correspondía. El resto de grupos de la Alianza hicieron lo mismo, si bien el español encabezado por Rafael Farga Pellicer y Gaspar Sentiñón fundó hacia abril de 1870 en Barcelona un grupo secreto al que llamaron Alianza de la Democracia Socialista (ADS), dotado de un programa y unos reglamentos que eran los mismos que los de la Alianza de Ginebra. 
Marx citó la existencia continuada de la Alianza secreta como su principal motivo para excluir a Bakunin y James Guillaume. Los contactos entre los miembros de la Alianza continuaron, en gran parte debido a las relaciones personales que se habían establecido, y mientras que la rama española —la ADS— mantuvo su estructura clandestina (que se consideraba bien adaptada a las condiciones locales de la lucha), parece cierto, según Arthur Lehning, que la Alianza ya no funcionaba como una organización secreta y que, en consecuencia, la acusación de Marx no tenía ningún fundamento. Además, el informe de la comisión de investigación creada en el Congreso de La Haya de 1872 no la corroboraba, y Marx se vio obligado a recurrir a una acusación personal contra Bakunin antes de poder estar seguro del apoyo de los miembros de esa comisión.

### La ruptura entre bakuninistas y marxistas
Los marxistas estaban convencidos de que la Alianza Internacional de la Democracia Socialista seguía existiendo y creyeron encontrar las pruebas en los escritos y la conducta del propio Bakunin. Sin embargo, Bakunin le había escrito en 1872 al aliancista español Francisco Mora Méndez, citando hechos de 1869: 
Al ayudaros a echar los primeros cimientos de la AIT como de la Alianza en España, [Giuseppe Fanelli] ha cometido una falta de organización de la cual sentís ahora los efectos. Al confundir la Internacional con la Alianza y por eso ha invitado a los amigos de Madrid a fundar la Internacional con el programa de la Alianza. Al principio, esto a ha podido parecer un gran triunfo, pero en realidad se convierte en una causa de confusión y desorganización tanto para unos como para los otros.
Además, Bakunin también estaba convencido de que los partidarios del Consejo General militaban en un partido secreto: la Liga de los Comunistas, fundada en 1847 —aunque ésta se había disuelto en 1852—.

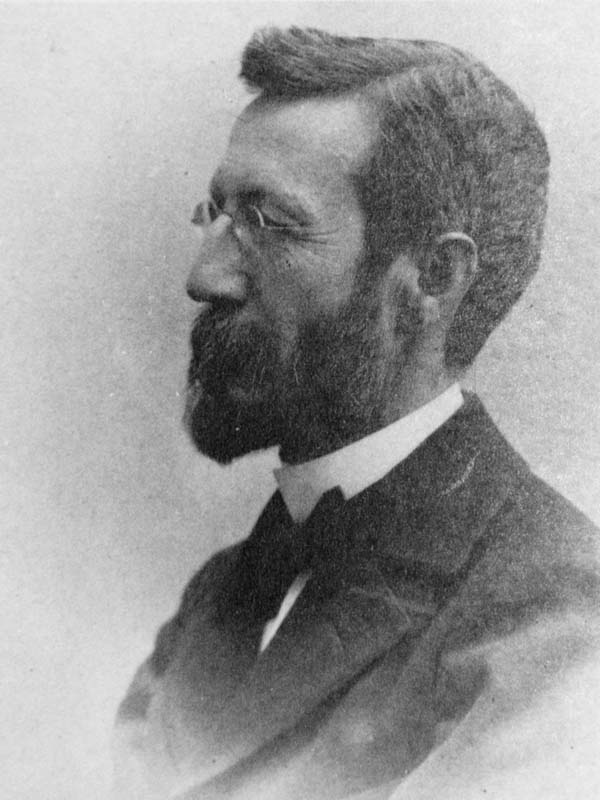
El anarquista suizo James Guillaume, líder de la Federación del Jura y uno de los fundadores de la Internacional de Saint-Imier

El 24 de julio de 1874, poco después de que los socialistas marxistas de la Federación Regional Española de la AIT (FRE-AIT) fueran expulsados de la organización, Friedrich Engels escribió en nombre del Consejo General al Consejo de la FRE-AIT pidiéndole los nombres, las actividades y los cargos que ostentaban los miembros de la Alianza, añadiendo a continuación que, si el Consejo español no respondía, el Consejo General denunciaría a sus integrantes «por violadores del espíritu y la letra de los Estatutos Generales y traidores a la Internacional [...] en beneficio de una sociedad secreta no solamente ajena a ella, sino hostil». El Consejo Federal no dio los nombres, alegando que sólo rendía cuentas ante los Congresos de la FRE-AIT. Además, el grupo aliancista de Barcelona aseguró que su Alianza no había «que confundirla con la Alianza de la Democracia Socialista, sección pública de Ginebra, que tenía miembros en varios países, pues la Alianza que fundamos en España no tenía de común con aquella sino la conformidad de ideas».
Entre el 2 y el 7 de septiembre de 1872 se celebró el Congreso de La Haya, donde se produjo la ruptura definitiva entre marxistas y bakuninistas. En la ausencia forzada de Bakunin (por su imposibilidad de cruzar Alemania o Francia debido a la amenaza de que sería arrestado y encarcelado, como Marx sabía),[cita requerida] sus adversarios tuvieron el congreso previamente ganado con una mayoría de mandatos conseguidos por adelantado. Para asegurar la exclusión de su rival, Marx cometió sin embargo el error de rebajar el nivel del debate a lo personal, acusando a Bakunin de fraude en relación con un oscuro episodio relativo a un pago anticipado a Bakunin por una traducción de El capital, del propio Marx, que no había sido reembolsado a un editor ruso. Esa maniobra provocó una reprobación general en la AIT, incluso entre los «marxistas╦ de esa época o de una posterior.
El Consejo General encabezado por Marx logró seleccionar a los delegados de tal manera que tenían una mayoría absoluta de votos. Así, la mayoría de los delegados apoyaron las tesis marxistas como las relativas a «la constitución del proletariado en partido político» y la conexión entre la lucha económica y la lucha política. Además, acordaron la expulsión de Bakunin y de su aliado suizo James Guillaume por, según ellos, «no haber disuelto la Alianza» (oficialmente disuelta en 1869). Los delegados favorables a las posiciones «antiautoritarias» firmaron un manifiesto mostrando su disconformidad con la expulsión y decidieron reunirse en Saint-Imier (Suiza), para celebrar un congreso aparte en el que dejaron sin efecto la expulsión de Bakunin y de Guillaume, no reconocieron al Consejo General nombrado en La Haya y aprobaron una resolución que recogía las tesis bakuninistas, insistiendo en que «la destrucción de todo poder político es el primer deber del proletariado» y que «todo poder político pretendidamente provisional y revolucionario […] no puede ser más que un engaño». También se acordó que las federaciones regionales se relacionarían entre sí al margen del Consejo General, con lo que se separaban de hecho de la Internacional. Surgió así la Internacional anarquista de Saint-Imier.

## Programa y estrategia
El programa de la Alianza, redactado por Bakunin, decía lo siguiente:

La Alianza quiere ante todo la abolición definitiva y completa de las clases y la igualdad económica y social de los individuos de ambos sexos. Llegar a este objetivo requiere la abolición de la propiedad individual y del derecho a heredar, con el fin que en el porvenir sea el goce proporcionado a la producción de cada uno y que, de acuerdo con las decisiones tomadas por los congresos de la Asociación Internacional de Trabajadores, la tierra y los instrumentos de trabajo, como cualquier otro capital, llegando a ser la propiedad colectiva de toda la sociedad, no puedan ser utilizados más que por los trabajadores, es decir, por las asociaciones agrícolas e industriales. […] Enemiga de todo despotismo, no reconoce ninguna forma de estado, y rehúye toda acción revolucionaria que no tenga por objeto inmediato y directo el triunfo de la causa de los trabajadores contra el capital; pues quiere que todos los estados políticos y autoritarios actualmente existentes se reduzcan a simples funciones administrativas de los servicios públicos en sus países respectivos, estableciéndose la universal de las libres asociaciones, tanto agrícolas como industriales. Dado que la cuestión social solo puede encontrar su solución definitiva y real en la base de la solidaridad internacional de los trabajadores de todos los países, la Alianza rehúsa toda marcha fundada sobre el llamado patriotismo y sobre la rivalidad de las naciones. La Alianza se declara atea; quiere la abolición de los cultos, la sustitución de la fe por la ciencia y de la justicia divina por la justicia humana.

En una carta que escribió al aliancista español Tomás González Morago cuando la Alianza estaba formalmente disuelta, Bakunin explicó la estrategia de la organización:

[La Internacional] tiene por misión reunir las masas obreras, los millones de trabajadores […]; la otra, la Alianza, tiene por misión dar a estas masas una dirección realmente revolucionaria […] Además, como sabemos que la organización del poder popular no puede hacerse por la propaganda teórica solamente, sino que reclama la alianza y organización de los caracteres y voluntades revolucionarias constituidas en una especie de estado mayor revolucionario, hemos formado en el seno mismo de la Internacional nuestra Alianza secreta […] La Internacional pública es excelente […] para agitar, para revolucionar a las masas, pero que por sí sola es incapaz de organizar el poder popular... y que por esto, es necesaria una organización secreta. [...] La última conferencia de Londres ha pronunciado el anatema contra toda sociedad secreta que se quiera formar en el seno de la Internacional. Es un golpe dado evidentemente contra nosotros.